# Суулу-Маймак
Суулу-Маймак (кирг. Суулу-Маймак) — село в Айтматовском районе Таласской области Кыргызстана. Входит в состав Аманбаевского аильного округа. Код СОАТЕ — 41707 215 807 04 0.

## Население
По данным переписи 2009 года, в селе проживало 1716 человек.